# Distria Krasniqi
Distria Krasniqi (født 10. december 1995) er en kosovosk judoka. Hun vandt guld i kvindernes -48kg judokonkurrence ved Sommer-OL 2020 i Tokyo.

## Liv og karriere
Hun startede med at træne Judo i en alder af syv år og blev opmuntret af sin bror, som hun dyrkede sporten med.
Hun vandt bronzemedalje i kategorien 48 kg ved VM i judo 2019.
Ved EM i judo 2020 i Prag vandt hun også Bronze.
I 2021 vandt hun guld ved World Masters i Doha, Qatar.
Hun repræsenterede Kosovo ved sommer-OL 2020, som var hendes debut ved et OL, og vandt guld i kvindernes 48 kg-konkurrence.